# Lac du Jésuite
Pour l’article homonyme, voir Jésuite (homonymie).
Le lac du Jésuite (désigné populairement Petit lac Long) est situé dans le canton Lejeune, de la municipalité de Sainte-Thècle, en la MRC Mékinac, dans la Batiscanie, en la région administrative de la Mauricie, dans la province de Québec, au Canada.
La foresterie a marqué l'économie du secteur. Aujourd'hui, les activités recréo-touristiques, surtout la villégiature, s'accroissent rapidement. Un important hameau de chalets est situé autour de la partie nord du lac. Tandis que plusieurs chalets de la partie sud sont accessibles seulement par l'eau ou en VTT ; ils sont toutefois accessibles en hiver sur la glace.

## Géographie
Situé dans le secteur nord de Sainte-Thècle, ce lac a une superficie de 3,32 km2 et une longueur totale de 5,4 km. Son altitude est de 199 m. La profondeur maximale du lac du Jésuite est de 52,9 m (173.5 pieds). La transparence de l’eau est estimée à 8,2 m. (27 pieds). En 1933 et 1945, un total de 17 000 alevins de truites mouchetées ont été ensemencés. Dans les années 1970, seulement 4 espèces de poissons vivaient dans ce lac.
Sa forme comprend deux plans d'eau dont le principal épouse la forme de la péninsule de l'Italie, avec une longueur de 3,8 km dans l'axe nord-sud, et d'une largeur maximale de 0,65 km. Au nord-ouest, une passe d'environ 0,6 km le relie au second plan d'eau qui a une longueur de 1,5 km (du nord au sud) par 1,7 km (d'est en ouest). Ce 2e plan d'eau comporte trois grandes baies et une île.
Routes environnantes
Par la route, la partie nord du lac est atteignable en contournant les montagnes par l'ouest ; à partir de l'embouchure du lac, il suffit d'emprunter le chemin du lac du Jésuite (vers l'ouest), le chemin du canton Lejeune (en passant près des lacs Chnabail), jusqu'à la route Joseph-Saint-Amand où il faut tourner à droite (et remonter vers le nord) et passer près des trois lacs Champlain. À cause des montagnes, aucune route carrossable n'existe du côté Est de la partie Sud du lac pour rejoindre les lacs Baptiste, les 3 lacs Grandbois, les lacs du Centre et le lac d'un mille. Néanmoins, le chemin des érables (à partir de la route Joseph Saint-Amand et se dirigeant vers le sud) dessert la partie Nord du lac (côté est), jusqu'à une grande baie. Tandis que le chemin des cèdres dessert le côté ouest de la partie Nord du lac.
Localisation
|  |

Situé entièrement en milieu forestier et montagneux, le lac Jésuite est à 2,3 km (en ligne directe) au sud-ouest du lac du Missionnaire et à 2,1 km (en ligne directe) au sud-est du lac Le Jeune. Le lac du Jésuite est à trois km du lac de la Traverse et à 7,3 km (par la route) du pont du lac Croche, au village de Sainte-Thècle. 
Le barrage à l'embouchure du lac du Jésuite est situé à l'extrémité sud-est (46° 50′ 33″ N, 72° 32′ 28″ O). Après une première chute au pied du barrage, la décharge du lac du Jésuite coule en ligne directe vers le sud-est sur 0,3 km jusqu'au lac Aylwin (lequel a 0,4 km de long). Ce dernier lac est à 191 m d'altitude soit 8 m. de moins que le lac du Jésuite. Le parcours de la décharge du lac du Jésuite reprend à l'est du lac Aylwin sur 2,5 km pour se déverser dans le lac de la Traverse. À 940 m avant son embouchure, la décharge du Lac du Jésuite reçoit par la rive droite les eaux du "ruisseau de l'Aqueduc" (long d'environ 850 m.) lequel draine les eaux du lac de l'Aqueduc (long de 320 m.) dont l'élévation est de 303 m.
Dans la partie sud du lac du Jésuite (des côtés ouest et est) de hautes falaises plongent dans le lac. Le sommet de la montagne qui fait face à l'embouchure atteint de 385 m. Le lac Boutet est situé dans cette montagne à 341 m d'altitude. Ces falaises sont connus des amateurs d'escalades. La profondeur maximale enregistrée sur la carte est de 52,9 mètres (173 pieds et 6 pouces), dans la partie Nord du lac. Pour les amateurs d'activités nautiques, une rampe de mise à l'eau pour les embarcations, est située tout près de l'embouchure, au sud du lac, sur le chemin-du-lac-du-Jésuite. 

## Histoire
Par sa forme et son étendue, le lac du Jésuite a été une voie importante dans l'histoire de la foresterie pour accéder aux territoires concédés pour la coupe forestière et pour le transport du bois.
La société Veillette & Frères a exploité un moulin à scie (à deux étages) actionné à la vapeur à l'extrémité sud du lac, près de la décharge. Le moulin a été construit à l'été 1938 par les travailleurs sous la direction des entrepreneurs Jeffrey Veillet et Freddy Veillet, sur le lot de Philorum Béland. L'équipement de ce moulin provenait de la démolition du moulin à scie de Veillet et Frères situé à Audy (Lac-aux-Sables). Les premiers abattages de bois durs dans ce secteur (surtout au nord du lac) ont eu lieu à l'hiver 1938-39 pour être scié au moulin au printemps. Le bois était transporté sur le lac à l'aide d'estacade tiré par un bateau à vapeur.
En 1945, Jeffrey Veillet a vendu sa part du moulin à son frère Freddy Veillet qui en continua l'exploitation jusqu'à son décès survenu en 1949. Arsène Abel, fils de Freddy Veillet, revendit le moulin à scie vers 1952-53, avec tout l'équipement à une compagnie qui démolit subséquemment le moulin. Généralement, environ 25 à 30 employés travaillaient à ce moulin.

## Toponymie
Les lacs Le Jeune et du Jésuite se trouvent sur le territoire du canton Lejeune, dénommés pour souligner l'œuvre de vie missionnaire du père jésuite Paul Le Jeune (1591-1664) en Nouvelle-France. Cette reconnaissance toponymique se prolonge au nord-est avec le lac du Missionnaire. La Commission de géographie, devenue la Commission de toponymie du Québec, a adopté le toponyme lac du Jésuite, en 1936, en substitution au toponyme usuel Petit lac Long. Le toponyme lac du Jésuite a été officialisé le 5 décembre 1968 à la Banque des noms de lieux de la Commission de toponymie du Québec.